# 테오도르 샤우만

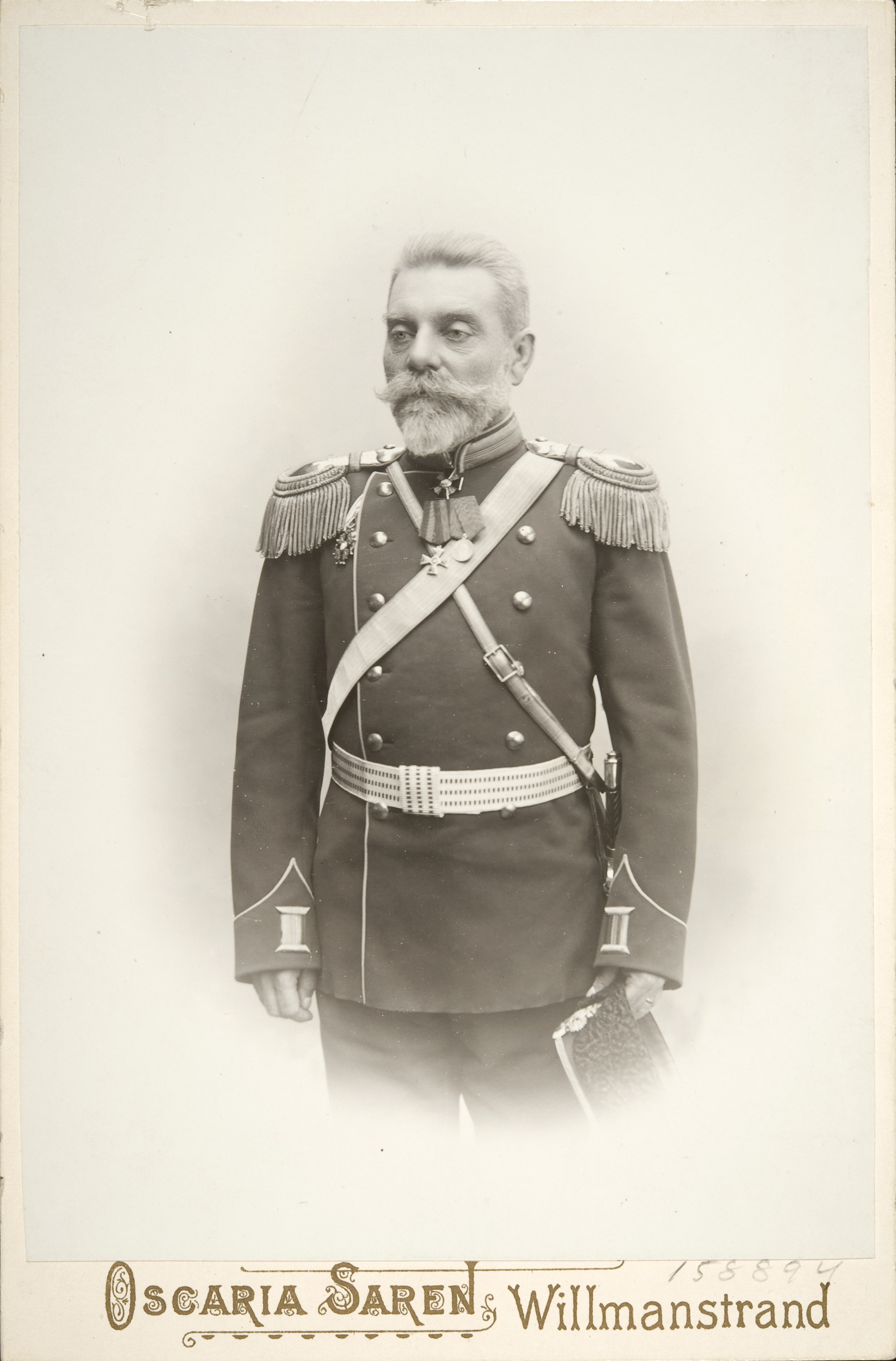
1900년경 사진.

오스카르 테오도르 샤우만(Oskar Theodor Schauman, 1849년 10월 13일-1931년 3월 11일)은 핀란드의 군인이다.
1868년 핀란드 사관학교를 졸업하여 러시아 제국 육군에서 복무했다. 1889년에서 1901년 사이 라펜란타에 주둔한 핀란드 기병연대 연대장을 지내다가 니콜라이 보브리코프 총독에 의해 반 강제로 퇴역당했다. 이후 핀란드가 독립한 뒤 1919년 소장으로 승진했다.
테오도르 샤우만은 발데마르 샤우만의 동생으로, 시그리드 샤우만과 에우겐 샤우만 남매의 숙부가 된다.